# Jizō-ji (Itano)

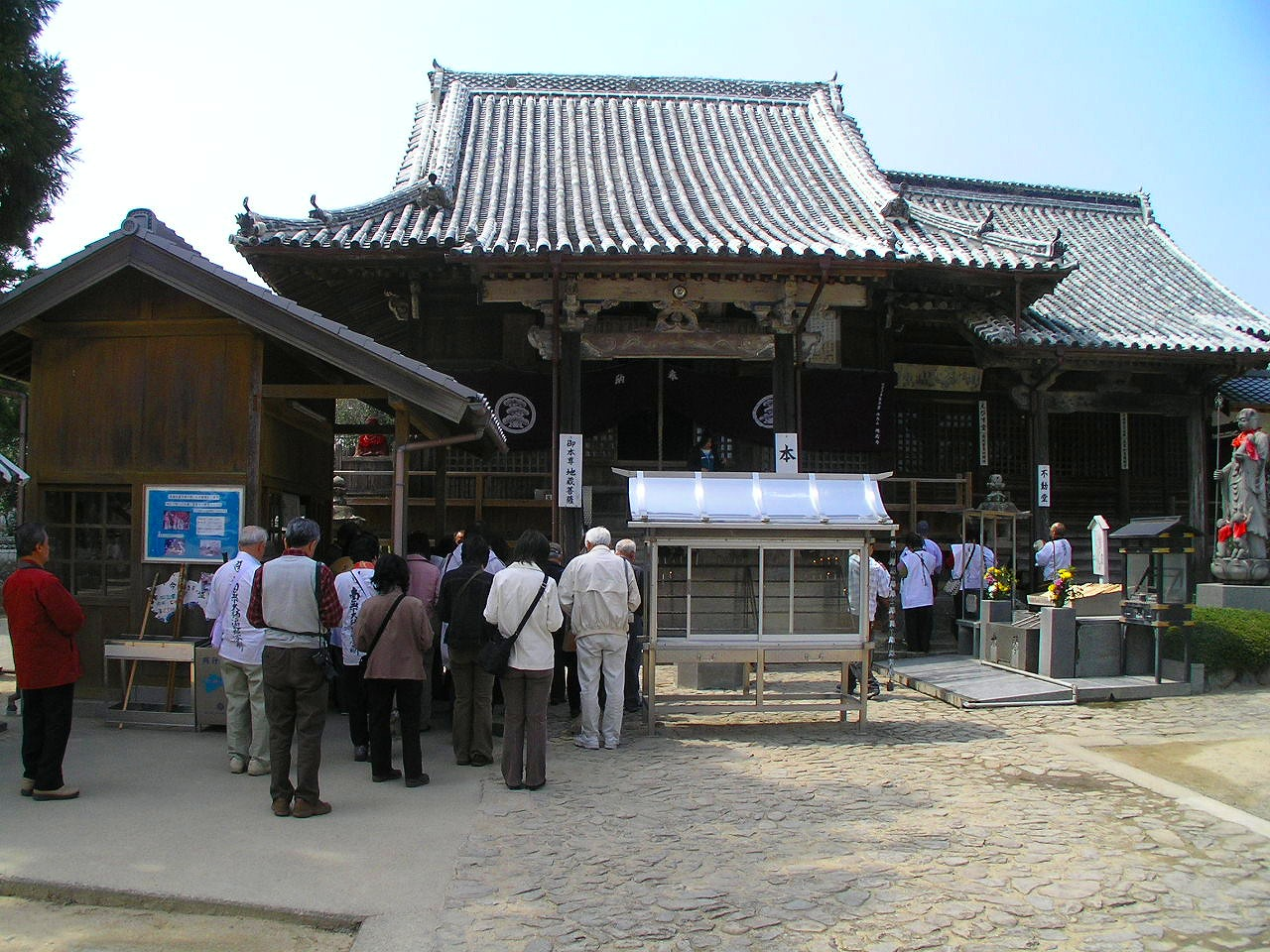
Haupthalle

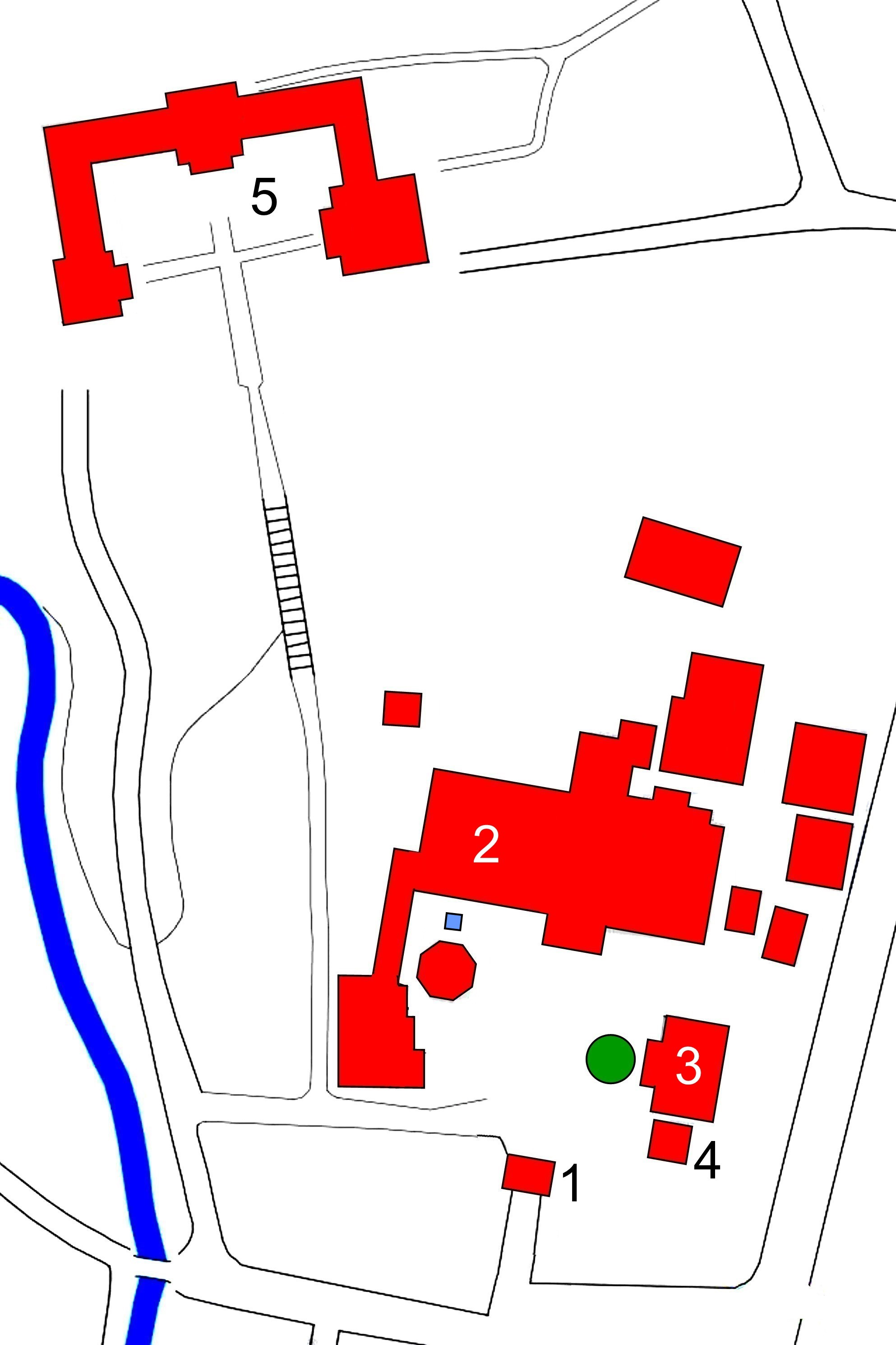
Plan des Tempels

Der Jizō-ji (japanisch 地蔵寺) in Itano (板野町) in der Präfektur Tokushima mir den Go Mujinzan (無尽山) und Shōgonin (荘厳院) ist ein Tempel der Omuro-Richtung (御室派) des Shingon-Buddhismus. In der traditionellen Zählung ist er der fünfte Tempel des Shikoku-Pilgerwegs.

## Geschichte
Auf Wunsche des Kaisers Saga legte Priester Kūkai diesen Tempel im Jahr 821 an. Kūkai soll aus diesem Anlass dem Tempel eine selbst geschnitzte, 5,5 cm hohe Jizō Bosatsu Figur gestiftet haben. Die folgenden Kaiser Junna und Nimmyō kümmerten sich  ebenfalls um den Tempel. Danach soll Jōkan Shōnin eine „Langlebiger-Jizō“-Figur (延命地蔵菩薩), in deren Inneren, eine geschnitzte „Siegreicher Jizō“ (勝軍地蔵菩薩) eingebracht wurde, angefertigt haben. Von Minamoto no Yoritomo, Minamoto no  Yoshitsune bis zu den Hachisuka sollen sich zahlreiche Feldherren ihre Erfolge erbeten haben. Mit den damit verbundenen Spenden wurde der Tempel sehr reich und besaß in den drei Provinzen Awa, Sanuki und Iyo um die 300 Untertempel und 26 Klosteranlagen (塔頭, Dachū).
Während der Tenshō-Ära (1573–1592)  wurde der Tempel von den Truppen Chōsokabe Motochikas zerstört. Später wurde der Tempel mit vereinten Kräften wieder aufgebaut, der auch heute über eine Fläche von 40.000 m² verfügt.

## Anlage
Passiert man das Kleine Tempeltor (山門, Sammon; 1), hat man voraus links die Haupthalle (本堂, Hondō, 2) vor sich. Auf derselben Seite befindet sich die Suzkinkutsu (水琴窟), die „Harfenquelle“, deren Wasser mit einem harfenähnlichen Ton rinnt. Auf der rechten Seite des Tempelgeländes finden sich die Halle für den Tempelgründer, die Daishidō (大師堂; 3) und klein daneben die Awajimadō (淡島堂; 4), eine Gebetshalle für Kranke, die zum Awajima-Schrein in der Stadt Wakayama gehört. – Vor den beiden Gebäuden steht ein Ginkgo-Baum, im Plan grün markiert, der auf ein Alter von mehr als 800 Jahren geschätzt wird.  
Wenn man auf der linken Seite der Haupthalle den Pilgerweg nimmt und die Steintreppe hochsteigt, kommt man zum Oku no In (奥の院), dem oberen Tempelbezirk. Dort findet sich die Rakan-Halle (羅漢堂; 5) aus dem Jahr 1775, in der die 500 Rakan, also die engsten Schüler Buddhas, aufgestellt waren. Ein durch Pilger 1915 verursachten Brand richtete großen Schaden an, immerhin sind noch etwa 200 Rakan mit ihren freundlichen Gesichtern übrig geblieben.

## Bilder

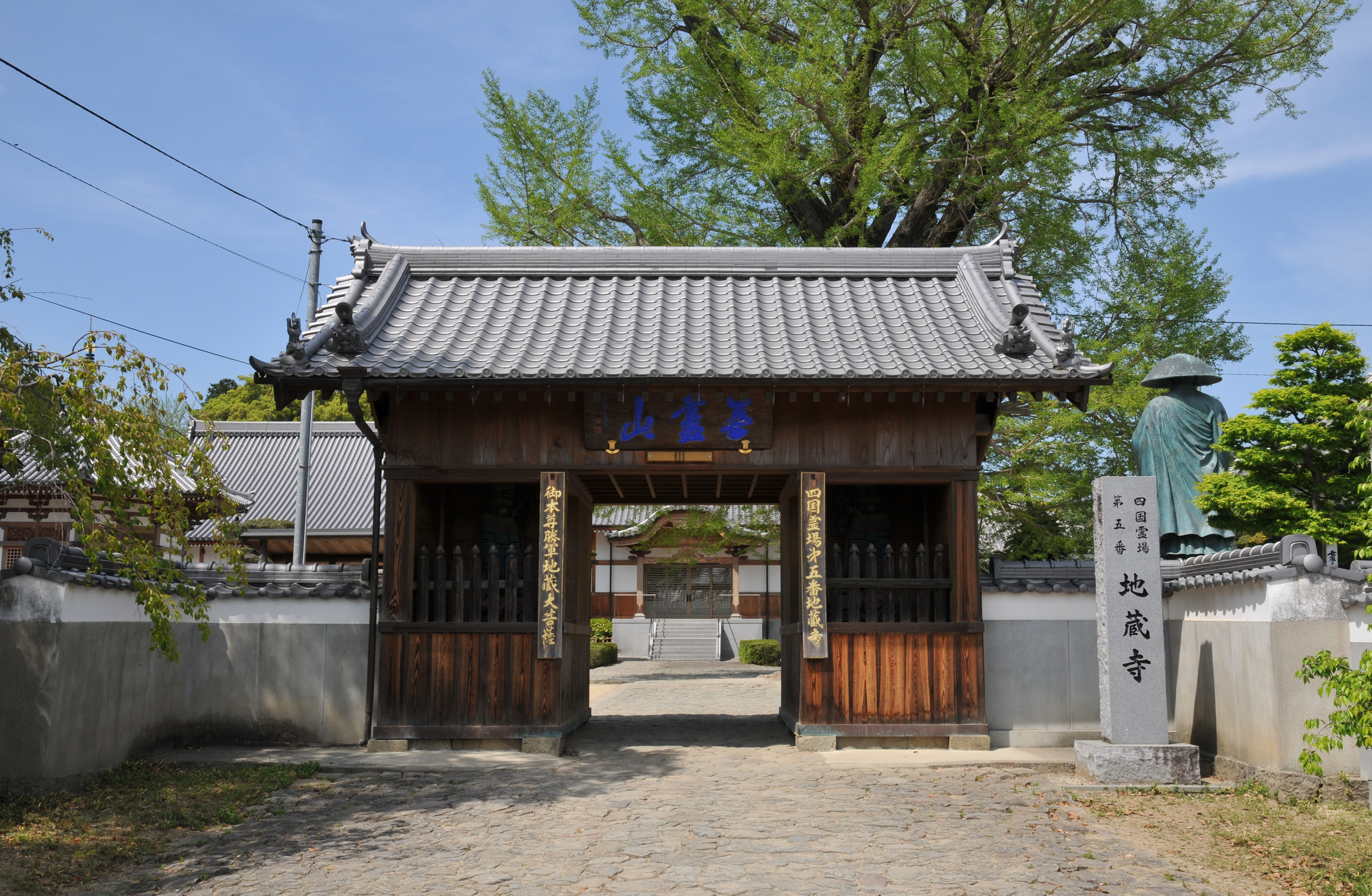
Tempeltor
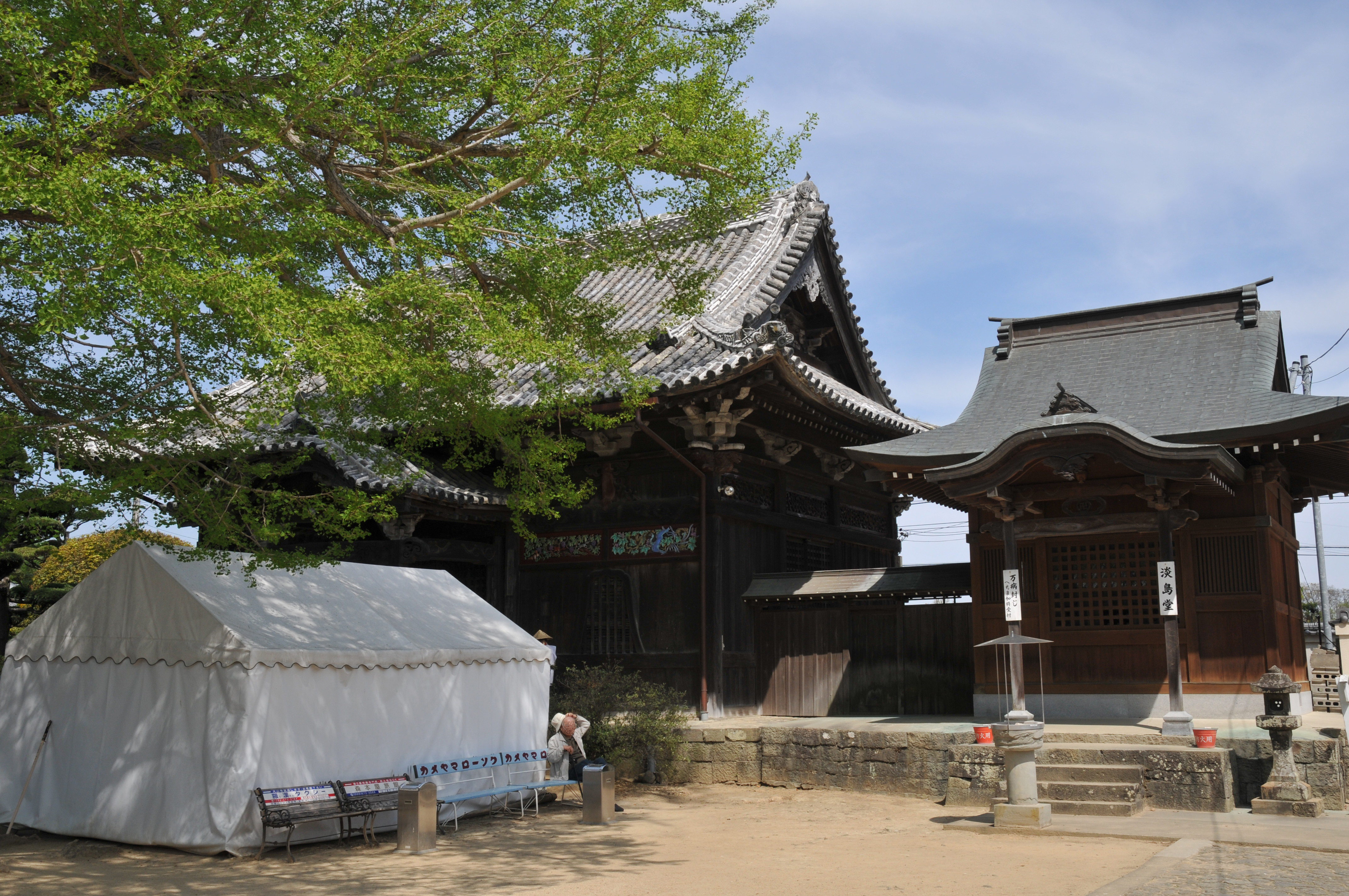
Daishidō, Awajimadō
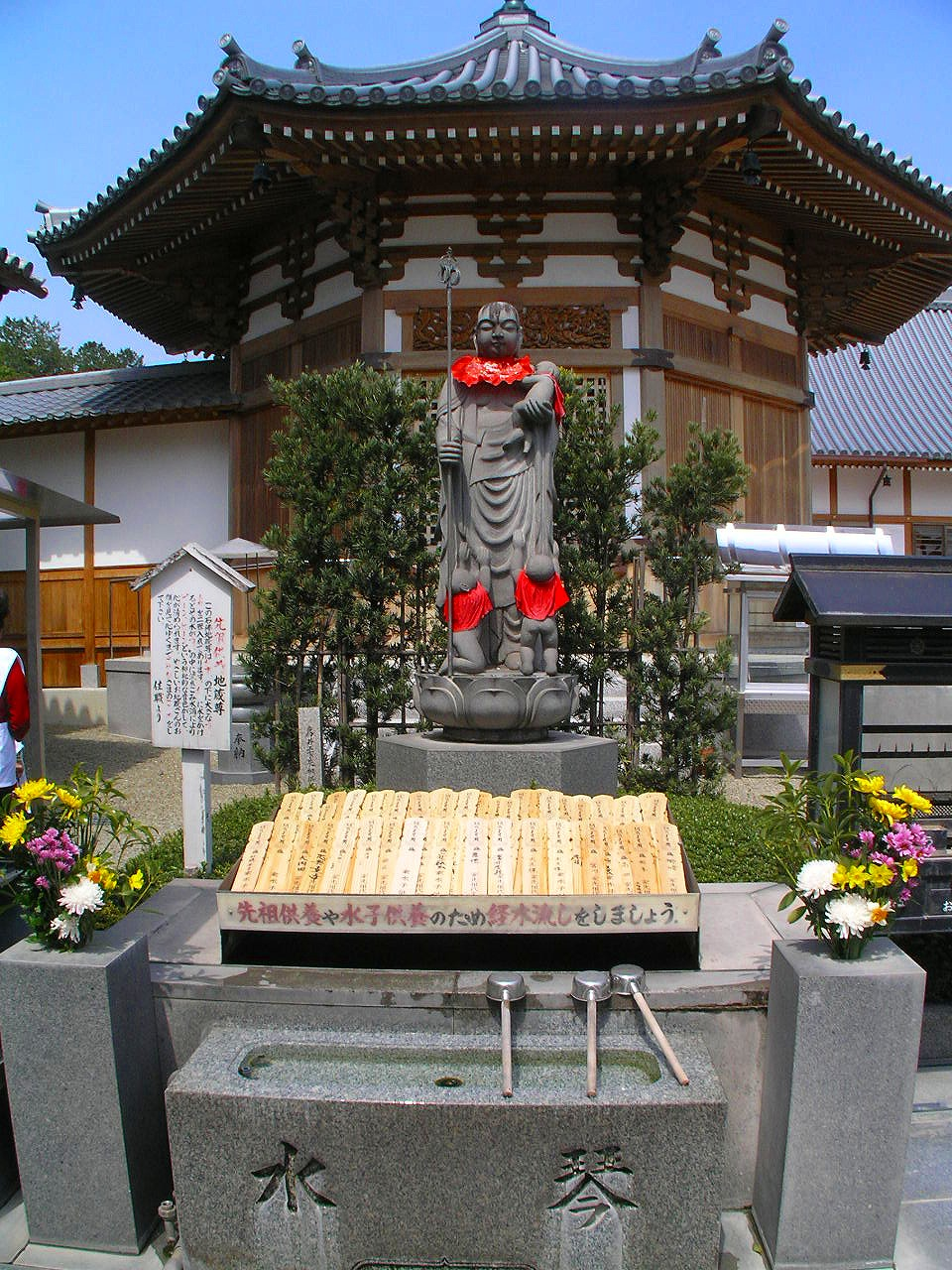
Harfenquelle im Vordergrund
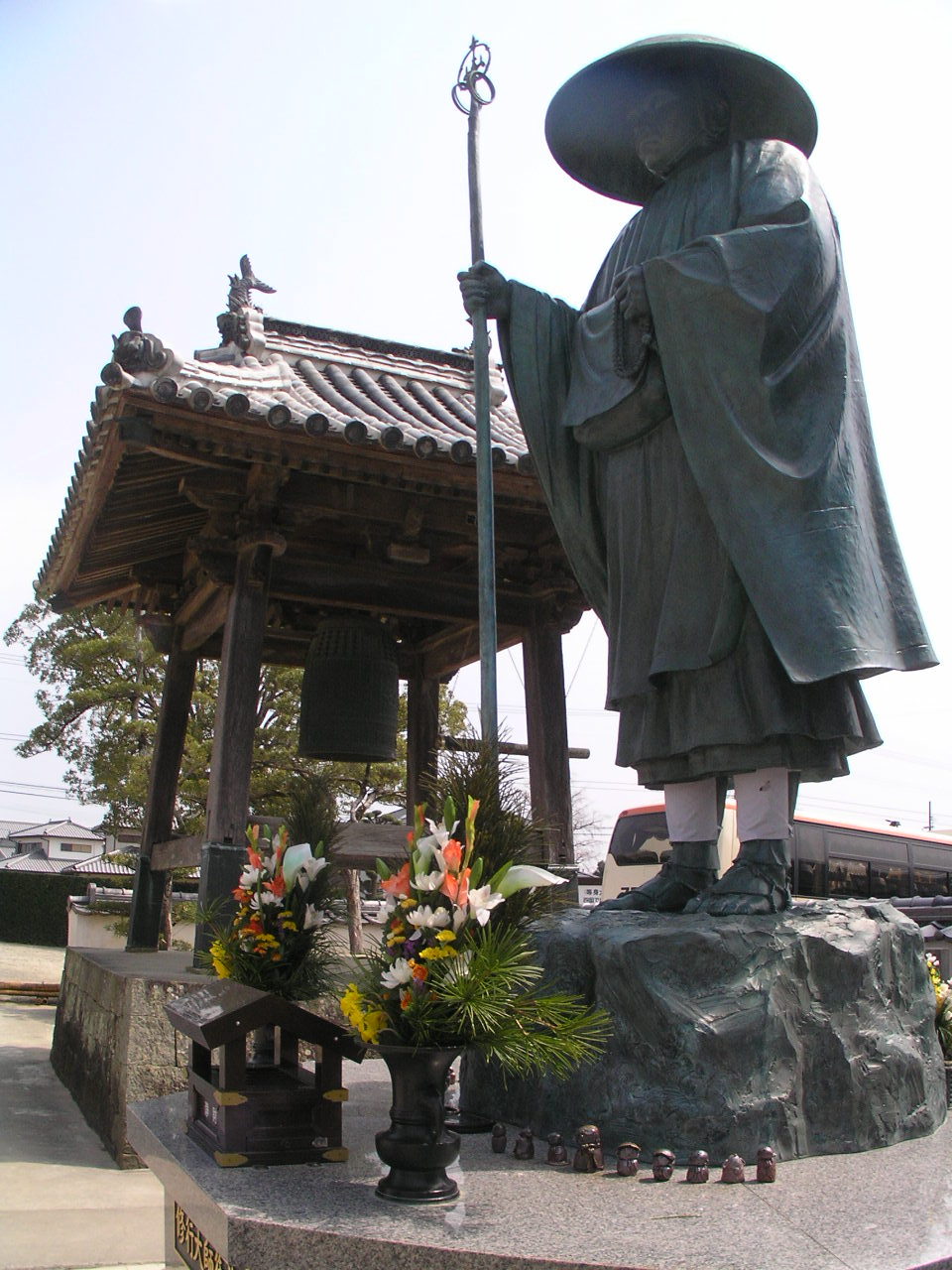
Kūkai